# AVG (software)
AVG è gamma di software antivirus, per le piattaforme Microsoft Windows e Linux. È prodotto dall'azienda AVG Technologies (precedentemente nota come Grisoft), una società ceca, sussidiaria della Avast Software dal luglio 2016. È disponibile in varie versioni, tra le quali ha particolare importanza la versione "Free" che ha guidato la crescita della società.

## Descrizione del software
Gli antivirus consentono di tenere sotto controllo i virus informatici sul computer, ed eventualmente rimuovere quelli presenti e segnalare e bloccare quelli che tentassero di installarvisi; ogni versione è concepita per rispondere ad esigenze diverse dell'utente che le acquista. Il controllo può essere effettuato sia continuamente in automatico, che su richiesta da parte dell'utente.
La versione "Free" dell'antivirus è gratuita ma solo per uso domestico privato (non può quindi essere installata per uso commerciale e neppure da organizzazioni no profit). Non consente la scelta della lingua utilizzata dall'interfaccia (è disponibile solo in inglese, giapponese e italiano), controlla in automatico le e-mail in entrata e in uscita e ogni file che viene scritto e letto. È possibile effettuare l'aggiornamento manualmente oppure automaticamente ad un'ora prefissata di ogni giorno.
La versione "Professional" prevede la scelta fra molte più lingue e gli aggiornamenti automatici.
Il software prevede anche la creazione di Rescue disk in modo da avviare la console di ripristino di AVG direttamente dal DOS all'avvio del computer, prima del caricamento del sistema operativo. Questo permette di eliminare anche un eventuale virus che impedisce un avvio corretto del sistema. Il sistema è paragonabile a quello adottato da Alwil per Avast Antivirus, il quale però non necessita della creazione del disk ma si lancia direttamente nella prima fase di caricamento del sistema operativo.
Dalla Versione 8.0 in poi, compresa la versione gratuita, le funzionalità di monitoraggio Anti-Spyware e Anti-Rootkit sono state integrate rendendo l'uso della suite ancora più accessibile e completo.
Esiste la versione per cellulari Android.

## Versioni disponibili
AVG Technologies fornisce diverse versioni per Windows:
- AVG AntiVirus che si basa su una protezione minima gratis
- AVG Internet Security che si basa su una protezione massima a pagamento